# Subida a la Cuesta
Subida a la Cuesta är en ort i Mexiko.   Den ligger i kommunen Silao de la Victoria och delstaten Guanajuato, i den centrala delen av landet, 300 km nordväst om huvudstaden Mexico City. Subida a la Cuesta ligger 2 028 meter över havet och antalet invånare är 131.
Terrängen runt Subida a la Cuesta är kuperad åt nordost, men åt sydväst är den platt. Runt Subida a la Cuesta är det tätbefolkat, med 442 invånare per kvadratkilometer. Närmaste större samhälle är Silao, 14,8 km söder om Subida a la Cuesta. Trakten runt Subida a la Cuesta består till största delen av jordbruksmark.